# Detroit Dogshit
Detroit Dogshit — перша збірка найкращих пісень американського репера Esham, видана лейблом Reel Life Productions у 1997 р. Платівка містить пісні з сольних альбомів та міні-альбомів виконавця, а також із релізів гурту Natas, записаних у період з 1989 по 1994 рік. Виконавчий продюсер: Джеймс Г. Сміт.

## Список пісень
1. «Mental Stress» — 5:03 (з альбому Closed Casket)
2. «The Fear» — 4:08
3. «Rocks Off!» — 3:36 (з міні-альбому Hellterskkkelter)
4. «4 All the Suicidalists» — 4:00 (з альбому Boomin' Words from Hell)
5. «Get My Head Together» — 4:16 (з альбому Life After Death)
6. «Acid» — 3:38 (з альбому Judgement Day, Vol. 1: Day)
7. «Losin My Religion» — 1:58 (з альбому Judgement Day, Vol. 1: Day)
8. «I'd Rather Be Dead» — 2:50 (з альбому Judgement Day, Vol. 1: Day)
9. «Momma Was a Junkie» — 4:16 (з альбому Judgement Day, Vol. 1: Day)
10. «Out Cha Mind» — 4:25 (з міні-альбому Homey Don't Play)
11. «Word After Word» — 3:45 (з альбому Boomin' Words from Hell)
12. «The Wicket Shit Will Never Die» — 3:33 (з альбому Closed Casket)
13. «Pussy Ain't Got No Face» — 3:34 (з альбому Boomin' Words from Hell)
14. «Devil's Groove» — 3:07 (з альбому Boomin' Words from Hell)
15. «Maggot Brain Theory» — 2:47 (з міні-альбому Maggot Brain Theory)
16. «I'll Be Glad When You Dead» — 2:51 (з альбому Closed Casket)
17. «30 Birdz» — 4:08
18. «S.O.M.D.» — 3:29
19. «Flatline» — 3:03 (з альбому Closed Casket)
20. «Wake da Dead» — 3:59 (з альбому Judgement Day, Vol. 2: Night)